# David Ginard i Féron
David Ginard i Féron (Palma, Mallorca, 1966) és historiador. Doctor en Història per la Universitat de les Illes Balears (1997) i professor d'aquesta mateixa universitat des del 1997 en les especialitats d'Història Econòmica (1997-2002) i Història Contemporània (des de 2009). Professor titular de la UIB des del 2017. Dirigeix la col·lecció Quaderns d'Història Contemporània de les Balears des del 1996. És autor d'una vintena de llibres, principalment sobre història del moviment obrer, història de les dones, la Guerra Civil i l'època franquista. Ha publicat un centenar de treballs en obres col·lectives i en revistes d'investigació, com Ayer, Hispania, Revista de Historiografía, Pasado y Memoria, Studia Historica i Journal of Catalan Studies.

## Obra
- La resistència antifranquista a Mallorca (1939-1948) (1991).
- L'esquerra mallorquina i el franquisme (1994).
- L'oposició al franquisme a les Balears (1936-1975) (1997).
- L'oposició antifranquista i els comunistes mallorquins (1939-1977) (1998).
- El moviment obrer de Mallorca i la Guerra Civil (1936-1939) (1999).
- L'economia balear (1929-1959) (1999).
- Heriberto Quiñones y el movimiento comunista en España (1931-1942) (2000).
- Mallorca während der Franco-Diktadur. Politik, Wirtschaft und Gesellschaft 1939-1975 (2001).
- Les Baléares sous le régime franquiste (2002).
- Història de les Illes Balear, amb Miquel Àngel Casasnovas Camps (2002).
- Matilde Landa. De la Institución Libre de Enseñanza a las prisiones franquistas (2005).
- L'exili balear de 1939 (2008).
- L'època contemporània a les Balears (1780-2005), amb Miquel Àngel Casasnovas Camps (2006).
- Les Illes Balears i l'exili republicà (2010).
- L'exili republicà: política i cultura, autor i cocoordinador (2011).
- Treballadors, sindicalistes i clandestins. Històries orals del moviment obrer a les Balears (1930-1950). Volum I (2012).
- Treballadors, sindicalistes i clandestins. Històries orals del moviment obrer (1930-1950). Volum II (2014).
- La repressió a les Balears durant la Guerra Civil (2015).
- Aurora Picornell (1912-1937). De la història, al símbol (2016).
- Represión política, justicia y reparación. La memoria histórica en perspectiva jurídica (1936-2008), autor i cocoordinador del volum (2008).
- Dona, Guerra Civil i franquisme, autor i coordinador del volum (2011).
- Dona i lluita democràtica al segle XX, autor i coordinador del volum (2012).
- Guerra i repressió franquista a les Illes Balears, autor i coordinador del volum (2015).
- La Casa del Poble i el moviment obrer a Mallorca (1900-1936), autor i coordinador del volum (2016).
- Treballadors, sindicalistes i clandestins. Històries orals de República, guerra i resistència. Volum III (2018).
- Aurora Picornell. Feminismo, comunismo y memoria republicana en el siglo XX (2018).
- El socialisme a les Balears (1848-1977), amb Antoni Nadal (2019).
- Ateu Martí (1889-1936). Anticlericalisme i compromís republicà (2020).
- Historia de las Baleares (1780-2017). De la crisis del Antiguo Régimen a la actualidad, amb Miquel Àngel Casasnovas (2021).